# Cristian Oros
Cristian Daniel Oros (* 15. Oktober 1984 in Sighetu Marmației) ist ein rumänischer Fußballspieler.

## Karriere
Die Karriere von Oros begann im Jahr 2001 bei Olimpia Satu Mare in der Divizia B. Nachdem er in den ersten drei Jahren kaum berücksichtigt worden war, kam er in der Saison 2004/05 häufiger zum Einsatz. Am Saisonende verpasste er mit seiner Mannschaft als Viertplatzierter den Aufstieg in die Divizia A. Als er sich in der Hinrunde 2005/06 zum Stammspieler entwickelt hatte, verließ er den Klub in der Winterpause zum Ligakonkurrenten FC Bihor Oradea. Als Zweitplatzierter ihrer Staffel hinter Liberty Salonta verpasste die Mannschaft mit Oros knapp den Aufstieg.
Nachdem Oros in der Spielzeit 2006/07 nur unregelmäßig zum Einsatz gekommen war, wechselte er zum Ligakonkurrenten FC Brașov, mit dem ihm der angestrebte Aufstieg 2008 gelang. Im Oberhaus konnte er sich mit seiner Mannschaft zweimal im Mittelfeld platzieren, ehe er sich in der Saison 2010/11 zum Stammspieler entwickelte. Nach einem zwölften Platz holte ihn im Sommer 2011 Rapid Bukarest in die Hauptstadt. Dort konnte er sich in der Spielzeit 2011/12 für die Europa League qualifizieren und zog ins Pokalfinale 2012 ein, unterlag dort aber Dinamo Bukarest mit 0:1. Im August 2013 schloss er sich dem ukrainischen Klub FC Hoverla-Zakarpattya Uschhorod an. Ein Jahr später kehrte er zu Astra Giurgiu nach Rumänien zurück. Mit Astra gewann er in der Saison 2015/16 die rumänische Meisterschaft.
Im Sommer 2017 wurde sein Vertrag nicht verlängert und Oros wechselte zu Aufsteiger Sepsi OSK Sfântu Gheorghe. Dort verlor er im Oktober 2017 seinen Stammplatz in der Innenverteidigung und wurde nicht mehr berücksichtigt. Anfang 2018 wechselte er zu Luceafărul Oradea in die Liga II. Zwei Jahre später stand er bei Viitorul Târgu Jiu unter Vertrag, seit 2021 bei Drittligist CS Lotus Băile Felix.

## Nationalmannschaft
Oros bestritt bisher ein Spiel für die rumänische Nationalmannschaft. Ende Mai 2011 berief ihn der damalige Nationaltrainer Răzvan Lucescu in sein Aufgebot für eine Länderspielreise nach Südamerika. Am 10. Juni 2011 kam er unter dem Interimstrainer Ștefan Iovan gegen Paraguay zu seinem ersten Länderspiel, als er in der Halbzeitpause für Paul Papp eingewechselt wurde.

## Erfolge
- Rumänischer Meister: 2016
- Aufstieg in die Liga I: 2008